# Blanka Vlašić
Blanka Vlašić (født 8. november 1983 i Split) er en kroatisk tidligere atletikudøver, der specialiserede sig i højdespring. Hendes personlige rekord på 2,08 m er det tredjehøjeste, der nogensinde er sprunget af en kvinde (pr. 2024).

## Atletikkarriere
Vlašić deltog første gang ved OL i 2000 i Sydney, hvor hun blev nummer 17. Ved indendørs-VM i 2004 vandt hun bronze, og ved OL samme år i Athen blev hun nummer 11. Ved indendørs-VM 2006 vandt hun sølv, og året efter kom hun første gang til tops, da hun blev verdensmester udendørs.
Ved OL 2008 i Beijing var hun derfor storfavorit, for ud over verdensmesterskabet havde hun vundet 34 stævner i træk. Hun var da også blandt de tolv springere, der klarede 1,93 m i kvalifikationsrunden og dermed gik i finalen. De fire af disse klarede 2,01 m: Vlašić, russiske Anna Tjitjerova og Elena Slesarenko samt belgiske Tia Hellebaut, der ellers mest var kendt som syvkæmper. Vlašić og Tjitjerova klarede 2,03 m i første forsøg, Hellebaut i tredje forsøg, mens Slesarenko ikke kom over. Da højden kom på 2,05 m, kom Hellebaut over i første forsøg, mens Vlašić kom over i andet forsøg og Tjitjerova ikke kom over. Da hverken Hellebaut eller Vlašić kom over 2,07 m, blev Hellebaut olympisk mester, mens Vlašić fik sølv. Tjitjerova og Slesarenko blev senere diskvalificeret for brug af doping, og derfor gik bronzemedaljen flere år senere til amerikaneren Chaunté Howard, der sprang 1,99 m.
I 2009 genvandt Vlašić sit verdensmesterskab med 2,04 m, og senere samme måned sprang hun sit bedste nogensinde, da hun kom over 2,08 m ved Zagreb Grand Prix, det på det tidspunkt næsthøjeste nogensinde sprunget af en kvinde. Kun bulgarske Stefka Kostadinova havde sprunget højere med 2,09 m, mens svenske Kajsa Bergqvist ligeledes havde sprunget 2,08 m. I 2024 satte ukraineren Jaroslava Mahutjikh verdensrekord med 2,10 m og kom dermed øverst på listen.
I 2010 blev Vlašić indendørs-verdensmester og europamester udendørs, og i 2011 vandt hun VM-sølv udendørs. Hun måtte opgive at stille op til OL 2012 i London på grund af en skade, og først ved VM 2015 var hun tilbage i verdenseliten og hentede endnu en sølvmedalje. Ved OL 2016 i Rio de Janeiro var hun en af de 17 springere, der kom over 1,94 m i kvalifikationen, og i finalen var hun en af fire springere, der kom over 1,97 m. Vlašić kom over i andet forsøg, mens spanske Ruth Beitía og bulgarske Mirela Demireva kom over i første og amerikanske Chaunté Lowe (tidligere Howard) først kom over i tredje forsøg. Ingen kom over på større højder, og så vandt Beitía guld, da hun ikke rev ned i finalen, mens Demireva fik sølv og Vlašić bronze.
Efter OL i 2016 var hun skadet i en længere periode og i februar 2021 meddelte hun, at hun indstillede sin karriere.

## Familie
Blanka Vlašić er datter af den kroatiske rekordholder i tikamp Joško Vlašić. Han var hendes træner, fra hun var ganske ung. Hendes bror, Nikola Vlašić, er kroatisk landsholdsspiller i fodbold.
Hun blev i 2022 gift med den belgiske sportsjournalist Ruben Van Gucht. De har en søn født samme år.